# DuckTales 2
DuckTales 2 — видеоигра в жанре платформера, выпущенная в 1993 году компанией Capcom для платформ NES и Game Boy, продолжение игры Duck Tales и по мотивам одноимённого мультсериала. Игра рассказывает историю Скруджа Макдака, который после нахождения обрывка карты отправляется на поиски сокровищ своего отца Фергюса Макдака.

## Игровой процесс

Скриншот из игры в версии для NES (уровень «Ниагарский водопад»)

Игра представляет собой платформер, в котором игрок управляет Скруджем Макдаком. Скрудж перемещается по уровням, ликвидирует врагов с помощью прыжка на трости и собирает драгоценности, дающие дополнительные очки. Если Скрудж соприкасается с врагами, то у него отнимается одна единица энергии, и он на некоторое время становится неуязвимым. Если количество единиц энергии становится равным нулю, то отнимается одна жизнь. Если количество жизней становится равным нулю, то игра завершается и игрок переходит к заглавному экрану.
По мере прохождения игры Винт Разболтайло даёт Скруджу 3 модификации его трости, позволяющие проходить в ранее недоступные места, — возможность разбивать кирпичи прыжком, ударом и перетаскивать тяжёлые предметы.
В начале игры игрок выбирает один из пяти уровней. В конце каждого уровня игрок сражается с боссом, после сражения с которым, получает один из пяти артефактов.
Между уровнями можно посетить магазин, в котором на полученные при прохождении уровней деньги можно приобрести различные полезные предметы: торт для восполнения очков жизней, сейф для сохранения денег при потере жизни, дополнительная жизнь, дополнительное продолжение, а также дополнительные очки жизни.
На каждом уровне спрятан кусок карты. Если игрок сумеет найти пять фрагментов (и купит ещё один в игровом магазине), то Скрудж соберёт древнюю карту, после чего на игровой карте появится секретный уровень — подземелье замка в Шотландии, после прохождения которого игрок получает древний артефакт — рубин с изображением Фергуса, прапрапрадеда Скруджа, который будет показан в конце игры. Если игрок не сможет найти все куски карты и получить этот артефакт, то Скрудж в конце игры скажет, что он не смог найти сокровище. Также есть и третья концовка: если закончить игру с $0, то рубин МакДаков достаётся Флинтхарду.
Игрок волен проходить уровни в любом порядке, однако существует оптимальная последовательность прохождения, позволяющая разблокировать с помощью полученных ранее модификаций трости недоступные области.

## Критика
| Иноязычные издания | Иноязычные издания     |
| Издание            | Оценка                 |
| ------------------ | ---------------------- |
| EGM                | 5,8/10 (GB)            |
| GamePro            | 4/5 (NES) 4,5 / 5 (GB) |
| Nintendo Power     | 3,575/5 (NES)          |

DuckTales 2 вышла в 1993 году, на закате популярности платформы NES, тираж игры был гораздо меньше, чем у первой части, поэтому картриджи с игрой достаточно редки среди коллекционеров.
Оригинальная версия игры для NES была очень хорошо воспринято критиками. Журнал Nintendo Power похвалил игру за хорошее управление и графику. Версия для Game Boy получила смешанные отзывы. С одной стороны, некоторые критики посчитали её средненьким портом по сравнению с другим портом игры Capcom Mega Man. С другой стороны, порт хвалили за достойное портирование с чёткой, чистой графикой, инновационным геймплеем и увлекательным сюжетом.